# Venă supraorbitală

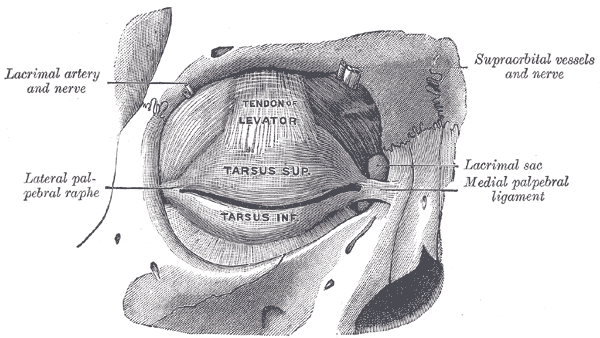
Vasele supraorbitale și ligamentele (vedere frontală)

Vena supraorbitală începe la nivelul  frunții, unde comunică cu ramura frontală a venei temporale superficiale. 
Se desfășoară superficial în jos până la mușchiul frontal și se alătură venei frontale în unghiul medial al orbitei pentru a forma vena angulară . 
Înainte de joncțiunea sa cu vena frontală, trimite, prin orificiul supraorbital, pe orbită, o ramură care comunică cu vena oftalmică; pe măsură ce acest vas trece prin crestătură, primește vena diploică frontală printr-un foramen în partea inferioară a crestăturii. 
Zonele drenate de acest vas sunt fruntea, sprâncenele și pleoapele superioare.

## Imagini suplimentare

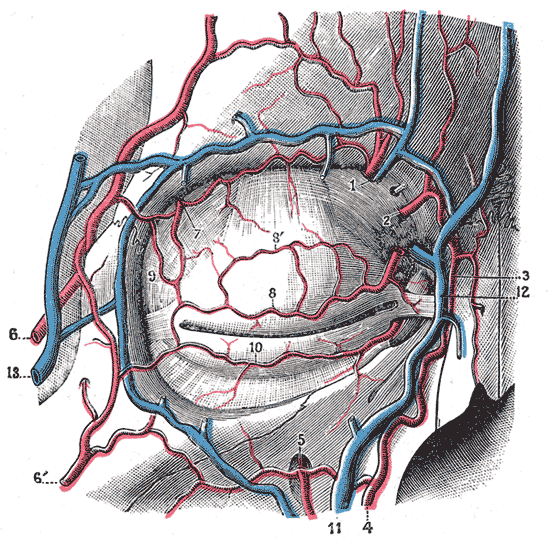
Vasele de sânge ale pleoapelor (vedere din față).
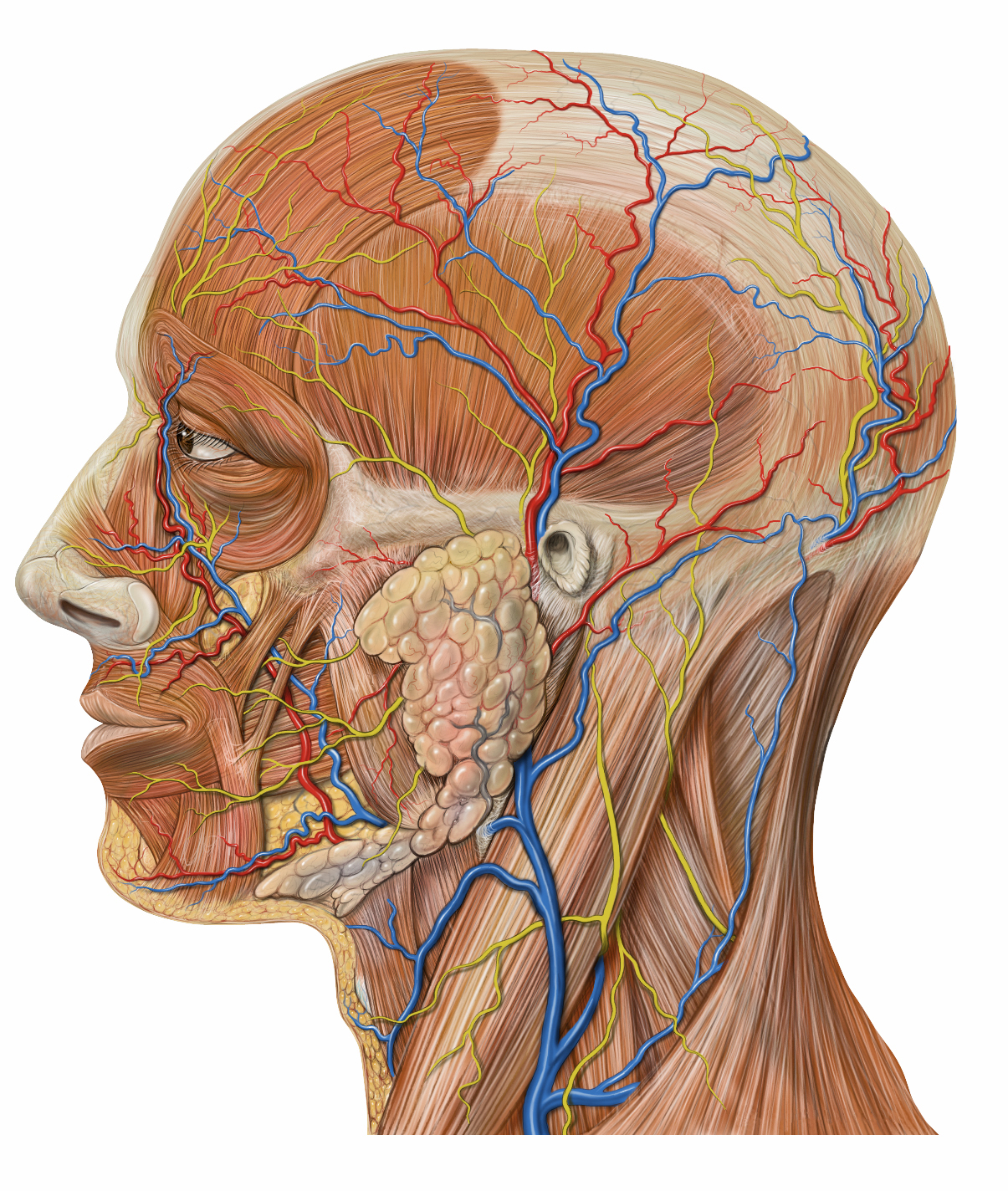
Detaliul anatomic al capului (lateral)
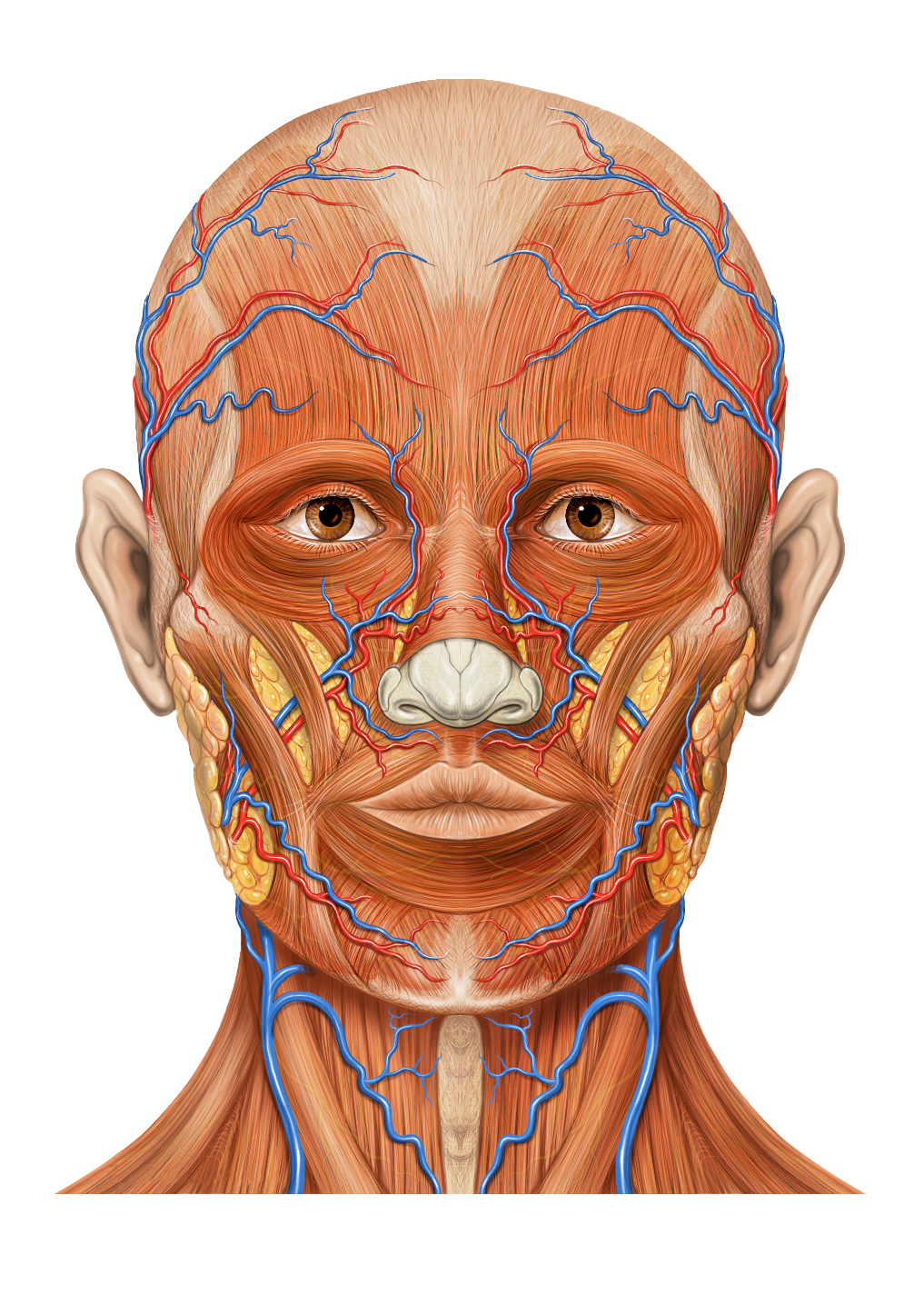
Anatomia capului (vedere anterioară)